# Études trans
Les études trans ou études transgenres, en anglais transgender studies, sont un champ académique qui fournit une approche interdisciplinaire des études de genre, des études gaies et lesbiennes, et de la sexologie qui émerge dans les années 1990 comme une production de savoirs sur les transidentités par les personnes trans elles-mêmes, en réaction à l'omniprésence de discours stigmatisant.
Ces études se développent au cours du XXIe siècle, par la publications d'ouvrages lors des années 2000 et la création de la revue Transgender Studies Quaterly en 2014.

## Histoire
Les sociologues Karine Espineira et Karl Bryant font remonté l'acte fondateur des études trans à la rédaction en 1987 de « The Empire Strikes Back: A Posttranssexual Manifesto » par Sandy Stone,. Susan Stryker, professeure d'études trans, considère que Transgender Liberation. A Movement Whose Time Has Come, de Leslie Feinberg, comme un autre texte fondateur, de même que Sex Changes: The Politics of Transgenderism de Patrick Califia.
En France, les études trans commencent à la fin des années 1990, avec l'organisation par Sam Bourcier des séminaires Q, la publication de Q comme Queer et la création de la revue 3 Keller par le centre LGBT de Paris.
Les études trans sont les héritières d'une confluence d'autres savoirs, en particulier les études de genre, les études gaies et lesbiennes, la sexologie et la théorie queer,,,,,.
Avant la publication de ces ouvrages, pour la sphère anglophone, ou leur traduction, pour la sphère francophone, le travail associatif trans, qu'il soit tourné vers le lobbying ou l'entraide communautaire, souffre des discours pathologisant et stigmatisant diffusés par les médias et les milieux médicaux et psychanalytiques sur la transidentité. 

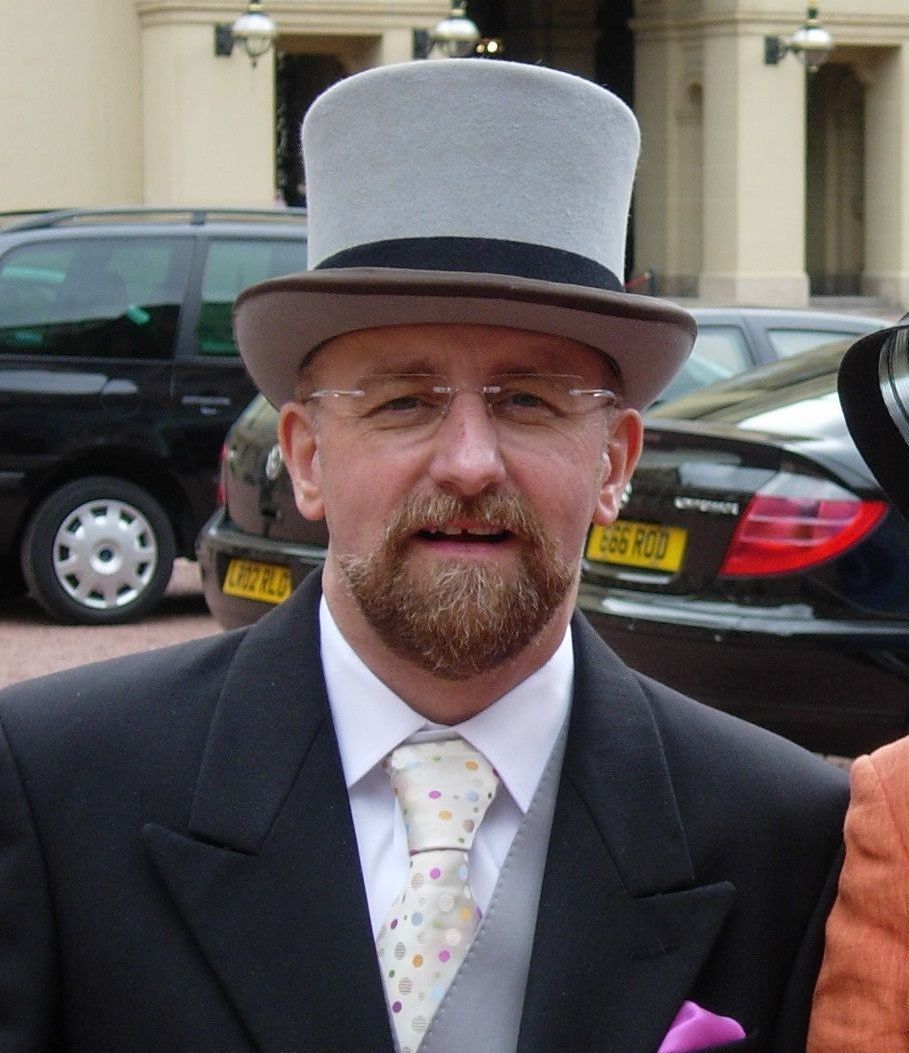
en 2005.

En 2006, Stephen Whittle (en) publie The Transgender Studies Reader (d), qui donne son nom aux études transgenres. La réédition en 2016 de cette anthologie remporte le prix Lambda Literary dans la catégorie transgenre. Les études trans se développent aussi en France dans le début des années 2000, avec la publication de Changer de sexe. Identités transexuelles par Stéphanie Nicot et Alexandra Augst-Merelle, La Transidentité, de l'espace public à l'espace médiatique par Karine Espineira ainsi que plusieurs articles par Tom Reucher et Maud-Yeuse Thomas. Ces ouvrages rompent avec les codes de la littérature trans d'alors, exclusivement tournée vers le genre autobiographique.
Transgender Studies Quarterly est la première revue universitaire non médicale consacrée aux questions transgenres qui a été publiée la première fois en 2014, avec Susan Stryker et Paisley Currah (en) comme corédacteurs.
En 2016, à travers sa fondation, Jennifer Pritzker (en) a donné 2 millions de dollars pour créer la première chaire universitaire mondiale des études transgenres, à l'université de Victoria ; Aaron Devor a été choisi comme premier président.
En 2022 a lieu le colloque Ce que les savoirs trans font aux études du genre à l'université Paris 8 ; celui-ci est vécu comme à la fois le symbole de la progression des études trans mais aussi comme un moyen de renouveler la recherche par la rencontre entre ancienne et nouvelle génération de chercheurs.

## Domaines
Les études trans se focalisent les intersections du sexe et du genre comme liées à des représentations culturelles, des expériences vécues, et des mouvements politiques.
Les sous-domaines interdisciplinaires des études transgenres comprennent l'histoire de la transidentité, la littérature trans, la filmographie transgenre, l'anthropologie transgenre, l'archéologie transgenre, la psychologie transgenre, et la santé transgenre.  D'autres personnes non identifiées transgenres sont aussi incluses sous le terme général « trans » dans les études trans, comme les personnes intersexes, travesties, artistes drag, troisième sexe, genderfluid, etc.[réf. nécessaire].
Selon les universitaires, la théorie trans peut ou non faire partie d'une approche queer plus globale. Paul B. Preciado estime par exemple que la transidentité est un acte de dissidence de genre, tandis que le chercheur Cáel M. Keegan argumente contre l'intégration des études trans à la théorie queer.

## Enseignement des études transgenres
Dans les universités américaines, les études trans et gaies et lesbiennes sont parfois enseignées non pas à part, mais comme un module intégré aux études des femmes ; Sara Cooper, qui enseigne l'université d'État de Californie à Chico, relève que ce choix apporte des complexités spécifiques, en particulier pour expliquer les transitions médicales des hommes trans dans le cadre d'un cours qui célèbre le corps des femmes cis mais aussi pour expliquer la non-binarité quand beaucoup de références des études de femmes sont issues de la seconde vague du féminisme et partagent une vision dichotomique voir essentialiste des rapports de genre. Dans ces classes, les questions transgenres sont parfois enseignées comme une extension des problèmes des femmes.